# قهوه‌جوش ناپلی

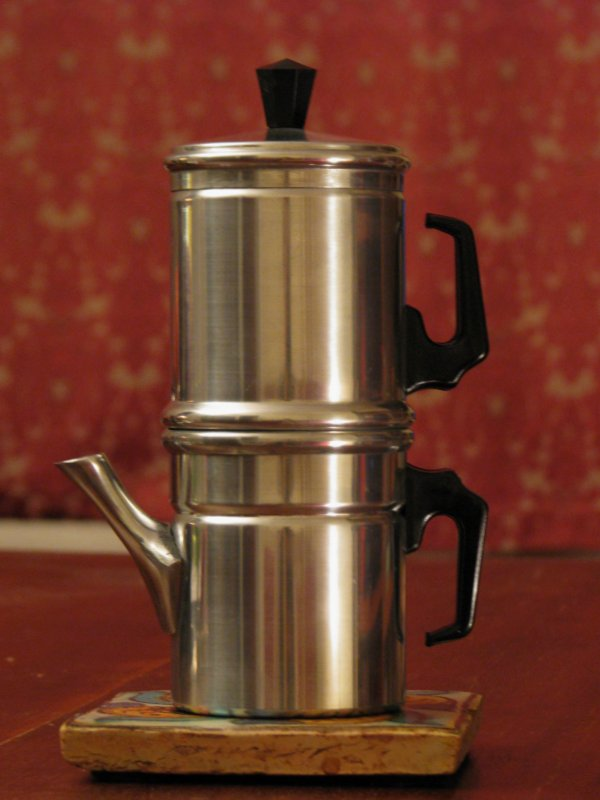
یک قهوه‌جوش واروی ناپلی. قوری قبلاً برگردانده شده‌است. دو انتهای بیرونی (دو کف) قهوه‌جوش کاملاً بسته‌اند و دهانه‌ای ندارند درپوشی که در تصویر (موقتاً) در بالا (کف مخزن آب) قرار گرفته در واقع درپوش قوری است که پس از بازکردن مخزن آب و فیلتر قهوه می‌تواند بر روی قوری قرار داده شود. این در پوش در هنگام دم کردن قهوه کاربردی ندارد و کنار گذاشته می‌شود.

قهوه‌جوش ناپلی، ناپولیتانا (به ایتالیایی: napoletana یا cafettiera napoletana)، کوکومِلا (ناپولی: cuccumella) یا قهوه‌جوش واروی ناپلی (به انگلیسی: Neapolitan flip coffee pot) یک قهوه‌ساز قطره‌ای برای دم کردن روی اجاق گاز است که تا قرن گذشته در ایتالیا بسیار محبوب بود. برخلاف موکاپات، ناپولیتانا از فشار بخار برای وارد کردن آب به قهوه استفاده نمی‌کند و در عوض به نیروی جاذبه متکی است.

## تاریخچه
ناپولیتانا در سال ۱۸۱۹ توسط یک فرانسوی به نام موریز Morize اختراع شد. این قهوه‌جوش در اصل از مس ساخته شده بود، تا اینکه در سال ۱۸۸۶ جنس آن به آلومینیوم تغییر یافت. دلیل نام بردن از شهر ناپل به خاطر این است که موریز عاشق یک دختر ناپلی بود. نام کوکوملا از واژه کوکوما (cuccuma) گرفته شده‌است، به معنی «گلدان مسی یا سفالی».

## ساختار و کاربرد

بخشهای یک قهوه جوش ناپلی

این قهوه‌جوش شامل یک قسمت پایینی پر شونده با آب، یک قسمت فیلتر در وسط پر شونده با قهوه ریز آسیاب شده و یک قوری وارونه است که در قسمت بالایی قرار گرفته‌است. هنگامی که آب جوش می‌آید، کل قهوه ساز سه بخشی را برمی‌گردانند تا آب از بین فیلتر قهوه عبور کند وقتی آب از بین فیلتر چکه کرد، قسمتهای جوش آب و فیلتر برداشته شده و قهوه از قوری باقی مانده سرو می‌شود. قوری معمولاً دارای درپوشی است که درصورت جداسازی این قسمتها از سر قوری، می‌تواند روی آن قرارداده شود (اغلب مواقع این کار انجام نمی‌شود و قهوه را بدون جدا کردن قسمتهای بالایی از قوری سرو می‌کنند). در فرایند دم کردن، اگر از دانه‌های درشت استفاده شود، قهوه کاملاً ملایم دم می‌شود. استفاده از قهوه خیلی ریز آسیاب شده به سبک «ناپولیتان» که به رنگ بوداده آن در اصطلاح «خرقه راهب» می‌گویند، می‌تواند قهوه ای تولید کند که طعم قوی تری نسبت به دستگاه تولید قطره قطره اتوماتیک دارد.

## کوپتیلو
کوپتیلو (Cuppetiello) یک مخروط کاغذی کوچک است (که در ناپل برای مقاصد دیگری مانند نگه داشتن غذا نیز استفاده می‌شود) که روی لوله قهوه‌جوش قرار داده می‌شود. این مخروط برای حفظ عطر و بوی قهوه در حال ریختن قطره ای در لیوان استفاده می‌شود، که ممکن است ۱۰ دقیقه یا بیشتر طول بکشد. برای ساخت یک کوپتیلو، یک کاغذ کوچک تا می‌شود تا یک شکل مخروط ایجاد کند. ادواردو دو فیلیپو توضیحی در مورد کوپتیلو و اهمیت قهوه در ناپل ارائه داده‌است.

## طرح‌های کلاسیک

قهوه جوش مدرن ناپلی از جنس فولاد زنگ نزن

سرو کردن پس از جدا سازی قطعات بالایی و گذاشتن درپوش قوری

سرو کردن بدون جداسازی قطعات بالایی (مخزن آب و فیلتر قهوه)

یک بسته تجاری از قهوه "خرقه راهب"

ریکاردو دالیسی ایتالیایی این ظرف کلاسیک را دوباره برای آلسی طراحی کرد. وی تحقیقات خود را از سال ۱۹۷۹ آغاز کرد و هنگامی که طرحش در سال ۱۹۸۷ وارد تولید شد ، مورد توجه بین‌المللی قرار گرفت. اخیراً این قهوه‌جوش مجدداً مورد توجه قهوه دوستان قرار گرفته و در حال کسب محبوبیت گذشته خود است و اکنون ایلسا آنها را از جنس استنلس استیل نیز می‌سازد.